# Cricotopus
Cricotopus is een geslacht uit de familie van de dansmuggen (Chironomidae).

## Soorten
- C. abana Curran, 1929
- C. absurdus (Johannsen, 1905)
- C. albiforceps (Kieffer, 1916)
- C. algarum (Kieffer, 1911)
- C. annulator Goetghebuer, 1927
- C. arcuatus Hirvenoja, 1973
- C. baptistensis Boesel, 1983
- C. beckeri Hirvenoja, 1973
- C. belkini Dendy & Sublette, 1959
- C. beringensis Oliver & Dillon, 1988
- C. bicinctus (Meigen, 1818)
- C. bifurcatus Cranston & Oliver, 1988
- C. brevipalpis Kieffer, 1909
- C. brunnicans Walley, 1928
- C. caducus Hirvenoja, 1973
- C. coronatus Hirvenoja, 1973
- C. cumulatus Hirvenoja, 1973
- C. curtus Hirvenoja, 1973
- C. cylindraceus (Kieffer, 1908)
- C. diversus Boesel, 1983
- C. dobrogicus Albu, 1964
- C. edurus Sublette & Sublette, 1971
- C. elegans Johannsen, 1943
- C. ephippium (Zetterstedt, 1838)
- C. festivellus (Kieffer, 1906)
- C. flavibasis Malloch, 1915
- C. flavipes Johannsen, 1942
- C. flavocinctus (Kieffer, 1924)
- C. fugax (Johannsen, 1905)
- C. furtivus Sublette & Sublette, 1971
- C. fuscatus Wirth, 1957
- C. fuscus (Kieffer, 1909)
- C. gelidus (Kieffer, 1922)
- C. geminatus (Say, 1823)
- C. glacialis Edwards, 1922
- C. globistylus Roback, 1957
- C. guttatus Hirvenoja, 1973
- C. infuscatus (Malloch, 1915)
- C. intersectus (Staeger, 1839)
- C. junus Roback, 1957
- C. laetus Hirvenoja, 1973
- C. laricomalis Edwards, 1932
- C. lestralis (Edwards, 1924)
- C. levantinus Moubayed & Hirvenoja, 1986
- C. luciae LeSage, 1980
- C. lygropis Edwards, 1929
- C. mackenziensis Oliver, 1977
- C. macraei Saether, 1971
- C. magus Hirvenoja, 1973
- C. maurii Spies & Saether, 2004
- C. myriophylli Oliver, 1984
- C. nevadensis Casas & Vilchez-Quero, 1992
- C. nostocicola Wirth, 1957

- C. obnixus (Walker, 1856)
- C. obscurifuscus Sublette & Sublette, 1971
- C. obtusus Hirvenoja, 1973
- C. oceanicus (Packard, 1869)
- C. olivetus Boesel, 1983
- C. ornatus (Meigen, 1818)
- C. pallidipes Edwards, 1929
- C. parafuscatus Sublette & Sublette, 1971
- C. patens Hirvenoja, 1973
- C. pedatus Sublette, 1967
- C. perniger (Zetterstedt, 1850)
- C. pilicauda Hirvenoja, 1973
- C. pilidorsum Hirvenoja, 1973
- C. pilitarsis (Zetterstedt, 1850)
- C. pilosellus Brundin, 1956
- C. pirifer Hirvenoja, 1973
- C. polaris Kieffer, 1926
- C. politus (Coquillett, 1902)
- C. pulchripes Verrall, 1912
- C. reductus Hirvenoja, 1973
- C. relucens Hirvenoja, 1973
- C. reversus Hirvenoja, 1973
- C. salinophilus Zinchenko, Makarchenko & Makarchenko, 2009
- C. septentrionalis Hirvenoja, 1973
- C. similis Goetghebuer, 1921
- C. slossonae Malloch, 1915
- C. speciosus Goetghebuer, 1921
- C. subfuscus Sublette & Sublette, 1971
- C. suspiciosus Hirvenoja, 1973
- C. sylvestris (Fabricius, 1794)
- C. tibialis (Meigen, 1804)
- C. tremula (Linnaeus, 1758)
- C. tremulus (Linnaeus, 1758)
- C. triannulatus (Macquart, 1826)
- C. tricinctus (Meigen, 1818)
- C. trifascia Edwards, 1929
- C. trifasciatus (Meigen, 1813)
- C. trilobus Oliver & Dillon, 1988
- C. tristis Hirvenoja, 1973
- C. varipes Coquillett, 1902
- C. vierriensis Goetghebuer, 1935
- C. villosus Hirvenoja, 1973
- C. zavreli Szadziewski & Hirvenoja, 1981